# Quinsimba
Quinsimba é uma vila e comuna angolana que se localiza na província do Zaire, pertencente ao município de Tomboco.